# 1563 год в науке
В 1563 году произошли различные научные и технологические события, некоторые из которых представлены ниже.

## События

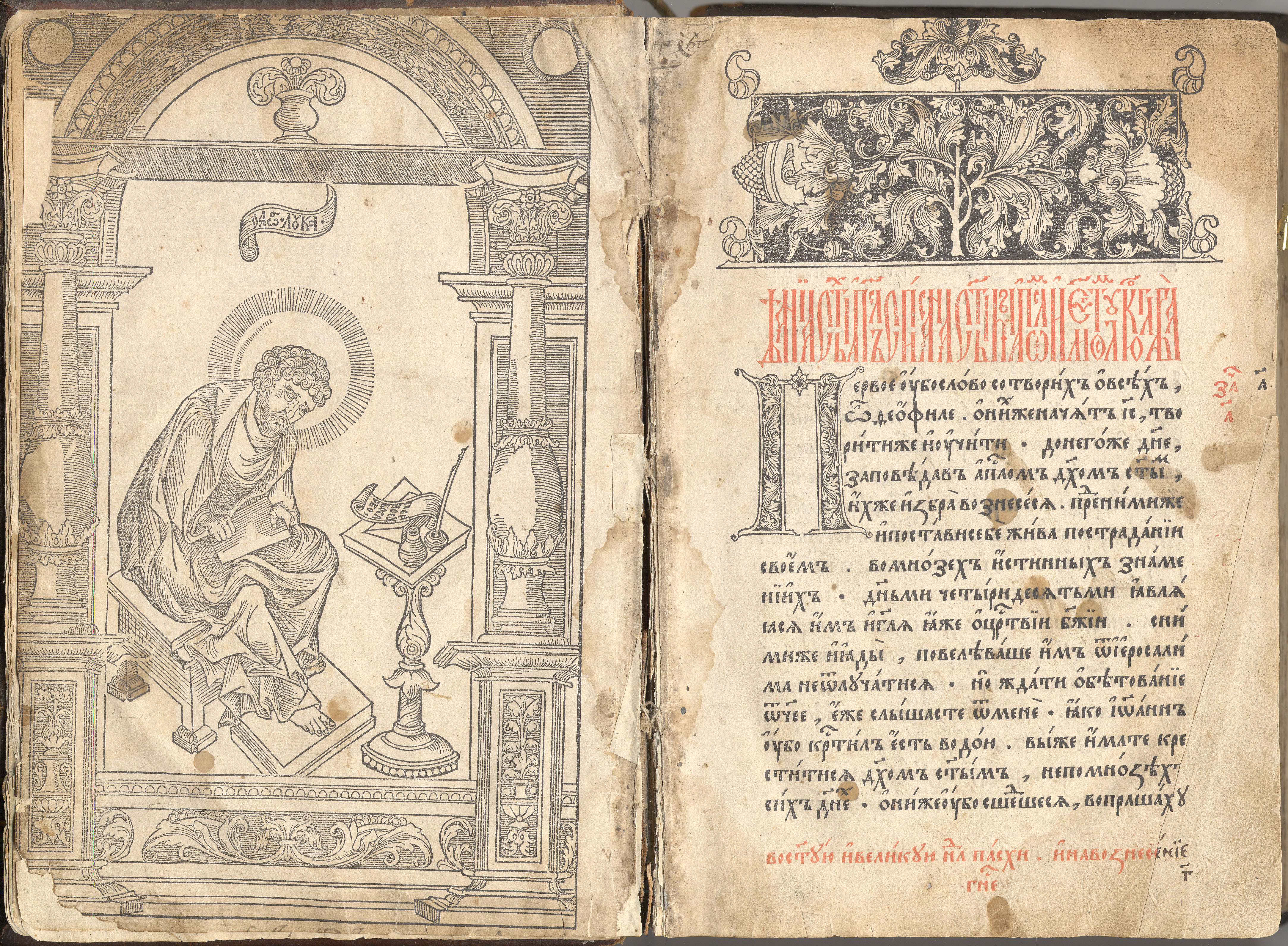
«Апостол», первая русская печатная книга

- 19 апреля — В Москве заработала типография первопечатника Ивана Фёдорова и началось печатание первой русской датированной книги — «Апостола».

## Публикации
- Бартоломео Эустахио:
  - De Renibus, описал открытие им надпочечников;
  - Libellus De Dentibus, пионерская работа по стоматологии.
- Гарсия Де Орта: Colóquios dos simples e drogas da India, первый в Европе текст по тропическим болезням и лекарствам от них, включая классическое описание холеры.
- (год приблизителен) Бернардино Телезио: De Rerum Natura Iuxta Propria Principia.

## Родились
См. также: Категория:Родившиеся в 1563 году
- 14 октября — Йодокус Хондиус, фламандский картограф (ум. в 1612 году)[1].
- (год рожд. приблизителен)
  - Освальд Кролл, немецкий ятрохимик (ум. в 1609 году).
  - Уильям Ли, английский изобретатель, построивший первую в мире вязальную машину (ум. в 1614 году).

## Скончались
См. также: Категория:Умершие в 1563 году
- 28 марта — Генрих Глареан, швейцарский гуманист: теоретик музыки, географ, историк, филолог, математик  (род. в 1488 году).
- 21 мая — Мартинас Мажвидас, автор и издатель (1547) первой литовской книги (род. около 1510 года)..